# Xyzzors fitzgeraldae
Xyzzors fitzgeraldae är en rundmaskart som beskrevs av John Inglis 1963. Xyzzors fitzgeraldae ingår i släktet Xyzzors och familjen Cyatholaimidae. Inga underarter finns listade i Catalogue of Life.